# 790年代
790年代（ななひゃくきゅうじゅうねんだい）は、西暦（ユリウス暦）790年から799年までの10年間を指す十年紀。

## できごと

### 790年
- 790年頃 - インドネシアのシャイレーンドラ朝がボロブドゥールの建設を始める。

### 791年
- フランク王カールがアバール人を征討

### 794年
- 日本：平安京へ遷都し、平安時代はじまる。山背国を山城国へ改称。

### 797年
- ゲオルギオス、エルサレム総主教に就任（ゲオルギイ。在位797-807年)。
- 東ローマ帝国でコンスタンティノス6世に替わり、エイレーネーが皇帝に即位(在位797年-802年)。